# Jan de Boodt
Jan de Boodt (Brugge, ca. 1420 - 24 juni 1496), ook bekend als Jean de Boodt of Jan de Boodt de Oude, was burgemeester van Brugge.

## Levensloop
De Boodt was lid van de Brugse patriciërsfamilie De Boodt, als zoon van Cornelius de Boodt (overleden 1466), thesaurier van Brugge, en van Catharina de Blasere (overleden 1486). Hij was poorter van de stad en behoorde tot de plaatselijke adel.
Net als zijn vader was De Boodt sinds 1465 lid van de Edele Confrérie van het Heilig Bloed. In 1466 was hij raadslid, evenals in 1470 en 1472. In 1473 was hij proost van de Edele Confrérie van het Heilig Bloed. In 1474 werd hij schepen. Thesaurier was hij in 1476. In 1477 werd hij hoofdman van het Sint-Niklaassestendeel, een van de zes stadsdelen van Brugge die sinds het einde van de dertiende eeuw bestonden. In 1478 was hij schepen. In 1479 was hij burgemeester van de raadsleden, in 1480 wederom hoofdman van het Sint-Niklaassestendeel. In 1482 was hij schepen, in 1484 wederom hoofdman van het Sint-Niklaassestendeel. Na in 1487 schepen te zijn geweest, was hij in 1488 thesaurier.
De Boodt bereikte de top van het Brugse stadsbestuur als burgemeester van de schepenen van januari tot december 1490, in de roerige periode van de strijd tegen Maximiliaan van Oostenrijk. In januari 1490 was er weer tijdelijk vrede en waren het vertegenwoordigers van Maximiliaan die het stadsbestuur kwamen vernieuwen, waarbij De Boodt als de stedelijke nummer één werd onderscheiden. Maar tegen augustus was het weer opstand en heel wat vooraanstaande burgers, die nieuwe problemen voorzagen, ontvluchtten de stad. Jan de Boodt was een van hen. Hij keerde pas terug tegen het einde van het jaar, toen de rust was teruggekeerd en een nieuw stadsbestuur werd benoemd, dat trouw aan Maximiliaan was. Hij maakte daarna nog tweemaal, in 1492 en 1494, deel uit van het schepencollege.

### Familie
De Boodt trouwde met Elisabeth d'Hont (overleden 1520) en ze kregen acht kinderen. Het echtpaar werd, zoals vele familieleden, bijgezet onder een vloerzerk in de Sint-Salvatorskerk.
Van de acht gingen er drie op in de Katholieke kerk. De oudste dochter Maria de Boodt werd kloosterzuster in Deinze, de derde dochter Isabella de Boodt werd kloosterzuster in Sint-Truiden, en de tweede zoon Matthias de Boodt werd priester. 
Verder waren er drie, die direct en indirect het stadsbestuur versterkte. De oudste zoon Simon de Boodt, die trouwde met Anne de Montignies, werd schepen van Brugge. De derde dochter Adrienne de Boodt trouwde met Simon van der Banck, die ook diende als schepen van Brugge. De jongste zoon Jan de Boodt, bijgenaamd de Jonge, trouwde met Maria van den Heede en diende als schepen en stadsthesaurier van Brugge. 
Twee bleven er buiten de kerk en het stadsbestuur. De tweede dochter Josine de Boodt trouwde tweemaal, eerst met Jacques Meegoet en vervolgens met Pieter Winnock. En ten slotte Willem de Boodt, de een na jongste zoon, trouwde met Margaretha van Nieulant.

### Bron
- Stadsarchief Brugge, Lijst van Wetsvernieuwingen van de stadsmagistraat.